# دومين براتوج
دومين براتوج (بالسلوفينية: Domen Bratož)‏ مواليد 23 مارس 1993 في نوفو ميتسو، هو لاعب كرة سلة سلوفيني. بدأ مسيرته الاحترافية في سنة 2011. يلعب في الدوري الإستوني الممتاز لكرة السلة كلاعب هجوم خلفي. يحمل الرقم 21.

## المسيرة الاحترافية
لعب مع نادي كركا لكرة السلة من سنة 2007 إلى 2013، ثم لعب مع نادي سلوفان لكرة السلة في موسم 2013–2014، ثم لعب مع نادي شينتجور لكرة السلة من سنة 2014 إلى 2016.

## روابط خارجية
- دومين براتوج على موقع الاتحاد الدولي لكرة السلة (الإنجليزية)
- دومين براتوج على موقع كرة السلة الأوروبية.كوم (الإنجليزية)
- دومين براتوج على موقع ريلجم (الإنجليزية)
- دومين براتوج على موقع بروبوليرز (الإنجليزية)